# 普雷韦扎海战
普雷韦扎海战（英語：Battle of Preveza）是1538年9月28日在希腊西北部伊奥尼亚海普雷韋扎附近发生的一场海战，交战双方是奥斯曼帝国舰队和神圣同盟舰队。这场战役最终以奥斯曼帝国的胜利而告终，战役发生在与公元前31年的亞克興海戰的同一地区。它与杰尔巴海战、勒班陀海战并列为十六世纪地中海三大海战之一。

## 背景

### 奥斯曼海上霸权的崛起
14至15世纪奥斯曼帝国经历了一系列深刻的战略转型，尤其是从安纳托利亚内陆游牧贝伊政权向海陆霸权的演变轨迹。这一过程受到多重因素的驱动，在地中海东部引发持续的地缘政治变化。
首先，帝国军事化的制度模式存在内在扩张需求。其继承制度使得苏丹（帕迪沙）继位需通过竞争性继承来消除潜在竞争者，这种权力博弈常演变为跨派系军事对抗。地方蒂玛尔（Timar）封地制度加剧了军事贵族的离心倾向，受限于封地世袭分割原则，军事精英为维持经济基础必须持续获取新领地。这种压力迫使帝国维持扩张态势，于是在欧亚陆权扩张遭遇瓶颈后，海洋成为新的战略方向。
其次，小亚细亚西部的征服活动改变了帝国人口结构。安纳托利亚沿海的希腊化人口掌握航海技术，构成了海上经济的主力。然而威尼斯与热那亚商团垄断了黑海至地中海的转口贸易网络，形成对奥斯曼经济主权的压制。帝国为了巩固统治合法性，必须打破拉丁城邦对爱琴海贸易航线的控制权，这种经济民族主义的诉求推动了奥斯曼的海军力量建设。
1381年威尼斯-热那亚战争后，意大利城邦开始将奥斯曼视为海上竞争者，通过组建神圣同盟实施海上封锁。罗德岛的医院骑士团持续劫掠穆斯林商船，使奥斯曼年损失严重。这种威胁迫使奥斯曼采取攻势战略。为了反制基督教国家的海军，奥斯曼通过系统性的海军建设计划，在加拉塔与伊兹密尔等地不断建立造船中心，最终在十六世纪中叶前形成对地中海东部的阶段性控制，完成了从陆权帝国向海陆霸权的历史转型。

### 意大利战争的局势
1536年，在科涅克同盟战争中失利的法王弗朗索瓦一世为打破哈布斯堡（西班牙-神圣罗马帝国）的包围，与奥斯曼苏丹苏莱曼一世结盟，形成“异教同盟”。双方约定在陆海两线夹击哈布斯堡势力。法国和奥斯曼形成了对哈布斯堡的东西夹攻，一度攻下了哈布斯堡王朝治下的匈牙利布达佩斯。
1538年，教皇保罗三世促成西班牙（查理五世）、威尼斯、热那亚、马耳他骑士团等组建基督教联合舰队，意图歼灭奥斯曼海军。夺回奥斯曼控制的希腊沿海据点（如普雷韦扎、科孚岛），保障基督教国家的海上贸易与领土安全。

## 前奏
1537年，奥斯曼海盗海雷丁·巴巴罗萨指挥庞大的奥斯曼舰队攻占了威尼斯共和国在爱琴海和爱奥尼亚的部分岛屿，即锡罗斯岛、埃伊纳岛、伊奥斯岛、卡尔帕索群岛和纳克索斯岛等，从而将纳克索斯公国并入奥斯曼帝国。随后，他围攻威尼斯在科孚岛上的要塞但宣告失败，于是他洗劫了西班牙控制的意大利南部卡拉布里亚海岸。
面对奥斯曼人的这一威胁，教皇保罗三世于1538年2月召集“神圣同盟” ，其成员包括教宗国、哈布斯堡西班牙、热那亚共和国、威尼斯共和国和马耳他骑士团。舰队的总指挥为查理五世皇帝的热那亚海军上将安德烈亚·多里亚。首先抵达爱奥尼亚地区的是阿奎莱亚大牧首马可·格里马尼海军上将率领的教皇舰队和文森佐·卡佩罗率领的威尼斯舰队。1538年9月22日，安德烈亚·多里亚随西班牙-热那亚舰队加入了该舰队。

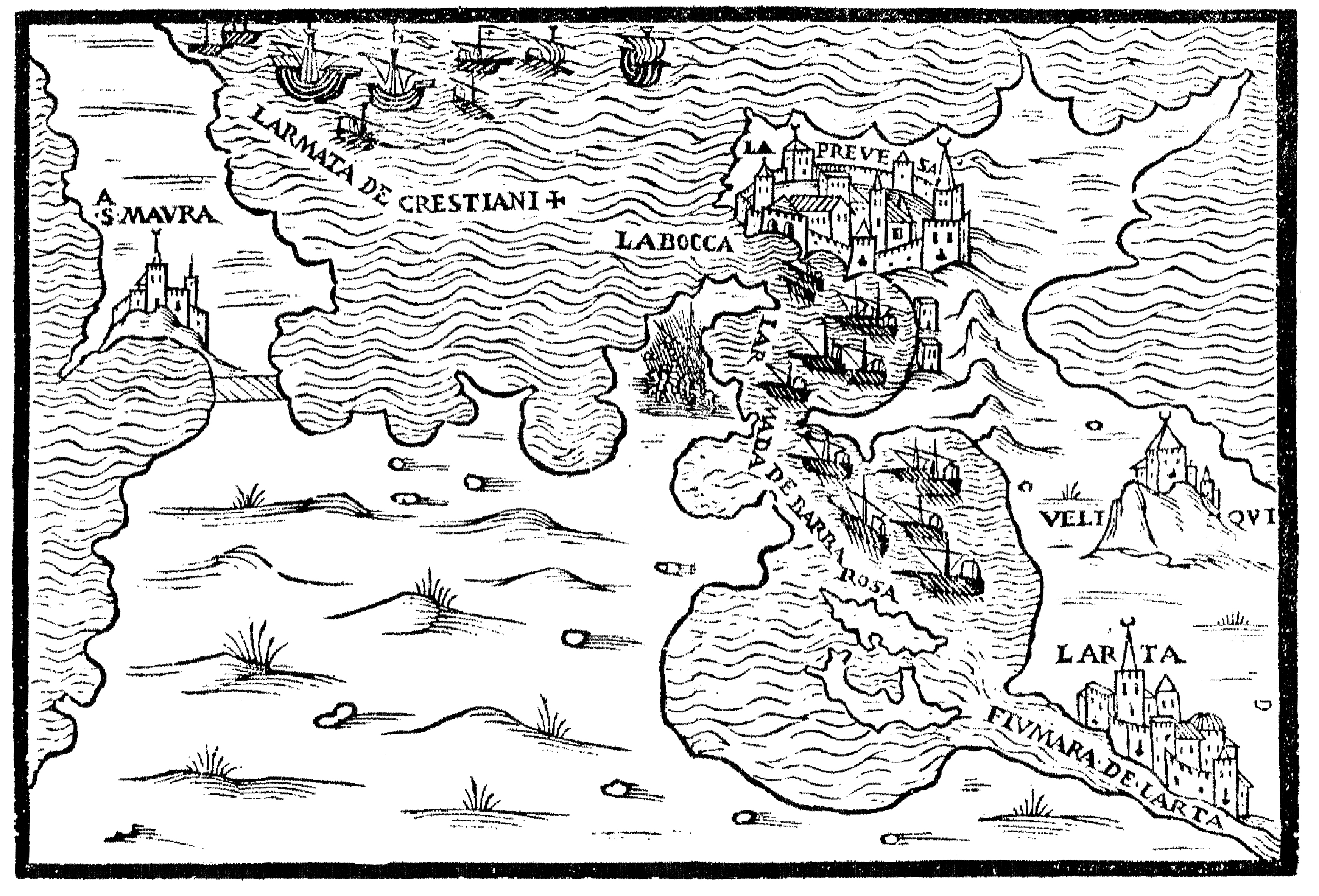
阿尔塔湾地图，外部为基督教舰队，内部为奥斯曼帝国舰队

在多里亚抵达之前，格里马尼曾试图在普雷韦扎要塞附近登陆，但在随后与穆拉特·雷斯所率领的奥斯曼帝国军队的交锋中，遭遇了重大伤亡，无奈之下，他只得退守至科孚岛。与此同时，神圣同盟的舰队在科孚岛附近集结待命。当时，巴巴罗萨身处爱琴海的科斯岛，但很快他便率领其他奥斯曼舰队抵达普雷韦扎，并在行军途中占领了凯法利尼亚岛。期间，巴巴罗萨的一名副官西南·雷斯建议在普雷韦扎附近的阿尔塔湾的亚克兴岛登陆，这一提议最初遭到了巴巴罗萨的反对，但最终的事实证明，这一战略举措对于确保奥斯曼帝国的胜利起到了至关重要的作用。

## 战前动员
在发现巴巴罗萨之后，多里亚于9月25日将他的舰队驻扎在海湾入口处，双方的两支舰队在此互相瞭望对方，局面陷入僵持。在这种局势下巴巴罗萨无法直接离开海湾，但由于周围的土地仍在奥斯曼的控制之下，奥斯曼舰队可以轻松地等待。而就多里亚这边而言，虽然他在正面战斗中取得了胜利，但他无法袭击海湾。此外，热那亚人无法自由操纵他的帆船（尽管他信任帆船上的炮兵），因为如果船只靠近得太多，逆风就会把船吹向敌对海岸。

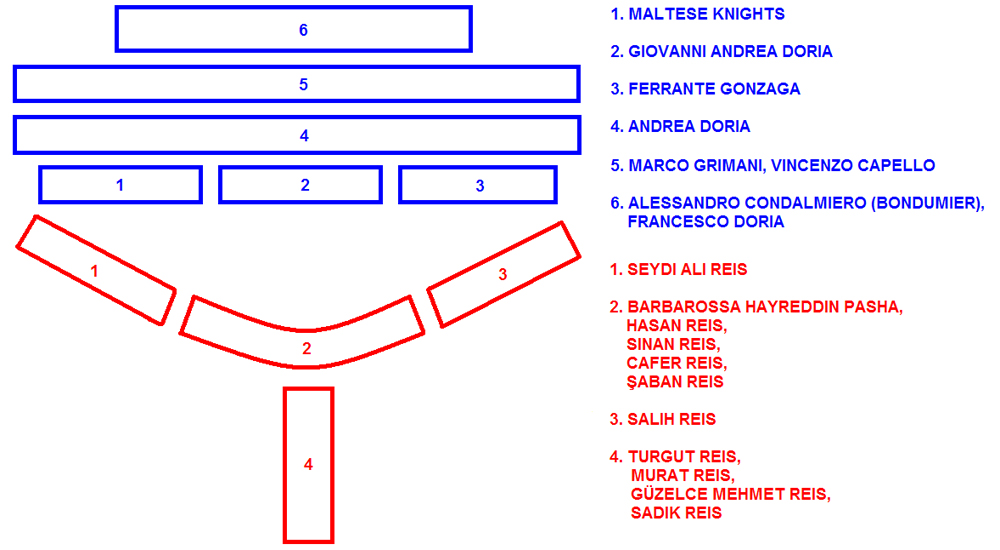
普雷韦扎海战中双方舰队的排布

面对战场形势，基督徒联军唯一可行的战术方案是实施两栖登陆——派遣地面部队摧毁奥斯曼炮兵阵地，进而建立己方火力点，从而将海湾纳入掌控。他们曾制定具体作战计划：由弗朗西斯科·德·萨尔米恩托和阿尔瓦罗·德·桑德指挥的西班牙海军陆战队执行登陆任务，但该计划最终被否决。否决原因有二：其一是格里马尼舰队此前军事行动失利带来的阴影；其二是侦察兵发现当地既缺乏理想的登陆地形，天气条件也不利于部队安全上岸。奥斯曼军队试图增筑防御工事，但海岸线上的基督徒舰队立即实施炮火压制，成功阻止了这一企图。在此后的24小时里，战局陷入短暂僵持——双方指挥官都清楚自身优势：基督徒联军掌握制海权，而奥斯曼帝国占据陆上要塞。这种微妙的平衡使得两军统帅都采取谨慎策略，避免因冒进导致战略失误。
9月27日深夜，基督徒联军舰队指挥官多利亚突然下达指令：全舰队向南急行军约30海里，直抵萊夫卡斯島附近的塞索拉海域。这一机动具有双重战略意图——一方面对奥斯曼重要港口勒班陀实施袭扰，另一方面炮击土耳其沿岸据点，迫使敌方海军统帅"红胡子"巴巴罗萨率主力舰队出港迎战 巴巴罗萨迅速识破对手意图，当即率舰队从阿尔塔湾倾巢而出，并以精妙的Y字阵型展开战斗序列：
中央舰队：由巴巴罗萨亲自坐镇，辅以西楠·雷斯、卡菲尔·雷斯、沙班·雷斯及其子哈桑·雷斯（即后来的哈桑帕夏）；
左翼舰队：塞迪·阿里·雷斯指挥，紧贴海岸线布防；
右翼舰队：萨利赫·雷斯统领，负责侧翼机动；
后卫舰队：传奇海盗将领图尔古特·雷斯率6艘大型桨帆船殿后，麾下包括穆拉特·雷斯、居泽尔杰·穆罕默德·雷斯与萨德克·雷斯等猛将。

## 战争过程

### 决策分歧与天时逆转
威尼斯史料记载，面对奥斯曼舰队突然出击，基督徒联军统帅多利亚陷入两难——他观察到巴巴罗萨的舰队仍紧贴奥斯曼控制的海岸线，担心贸然进攻会陷入岸防炮火与海上夹击。然而舰队副帅卡佩罗与格里马尼激烈反对这种保守策略，主张抓住稍纵即逝的战机发起突袭。经过三小时紧急军事会议，多利亚勉强妥协，下令桨帆舰队调头北上，计划与主力帆船舰队会合实施协同作战。
但气象因素彻底打乱了部署：此时海域突现无风状态，导致依赖风力的基督教帆船舰队严重滞航。这一致命空档被巴巴罗萨精准捕捉，他指挥奥斯曼桨帆舰队全速逼近，既能利用海岸屏障保障侧翼安全，又能对孤立无援的基督教帆船实施包抄。前线战报显示，机动性更强的奥斯曼战舰已开始接舷跳帮作战，基督教船长们频频发出求救信号。

### 战术博弈与将帅冲突
多利亚紧急率领基督教桨帆舰队回援，其核心战术构想是插入奥斯曼舰队与海岸之间，形成"海上-陆地双向包围网"。但当舰队接近战场时，多利亚却突然改变航向撤离前线。后世军事学家分析，他可能试图通过"诱敌深入"策略吸引巴巴罗萨远离海岸线，但老练的奥斯曼海军统帅识破此计，始终依托岸基火力掩护按兵不动 这一系列过度谨慎的战术机动彻底激怒卡佩罗与格里马尼。两位将领甚至冒险乘小艇登上多利亚旗舰，当面恳请其立即投入决战。目击者记录显示，格里马尼以"战士的荣誉"力谏，卡佩罗更直言"每延误一刻就有百名士兵殒命" 然而多利亚坚持避战，在次日黎明前两度实施战术佯动未果后，最终下令基督教联军全体舰船撤离战场。

### 孤舰血战
在这场不对称海战中，最悲壮的场景发生在威尼斯巨型旗舰"坎迪亚"号（又称"威尼斯巨舰"）身上。这艘由亚历山德罗·康达尔米罗指挥的浮动堡垒因无风滞航，孤悬于距海岸4海里、距塞索拉10海里的险境。奥斯曼舰队迅速调集数十艘桨帆战舰实施围攻，其战术部署极具针对性：其一，利用数量优势形成环形包围，迫使威尼斯舰集中使用侧舷重炮防御；其二，巴巴罗萨亲率精锐舰队迂回至巨舰艏艉火炮死角，实施近距离精准打击；其三，康达尔米罗冒险启动人力划桨系统调整舰体朝向，试图重新形成侧舷火力覆盖。
这场攻防拉锯持续整日，旗舰甲板被火炮弹片削去三分之一，但船员们始终坚守岗位。即便在巴巴罗萨旗舰加入围攻后，威尼斯人仍奇迹般避免了被俘命运——后世复原图纸显示，该舰特殊设计的双层装甲带与蜂窝式隔舱结构，是其能在重创下保持浮力的关键。

### 火力对决
在战局另一侧，西班牙与热那亚帆船舰队正以16世纪最先进舰载火炮体系进行绝地反击，弗朗西斯科·萨尔米恩托旗舰采用"全舷速射"战术，其侧舷36门半蛇炮形成交叉火力网，成功击退7波奥斯曼冲锋，胡安·比列加斯旗舰在接舷战中，200名海军陆战队员依托甲板工事血战至全员阵亡，最终舰体被火药库殉爆炸成两截，马钦·德·蒙吉亚舰面对30艘敌舰围攻，创造性使用"断桅脱困法"——主动砍断受损主桅减轻重量，凭借残存副帆冲出包围圈。 战况数据显示，基督教舰队超过60%的帆船在失去机动能力后，船员选择点燃火药自沉而非投降。这种玉石俱焚的抵抗，客观上迟滞了奥斯曼舰队的推进速度。

### 奥斯曼的胜利
至9月28日暮色降临时，亚得里亚海面漂浮着大量战舰残骸：奥斯曼海军共击沉/俘获128艘基督教战舰（含47艘主力帆船），俘获水手与士兵约3000人，土耳其方面仅付出400人阵亡、800人受伤的代价，且无战舰沉没记录 。

## 后果及影响
基督教同盟的协作因利益对立始终存在间隙。威尼斯与热那亚自1378-1381年的基奥贾战争后便长期在海上对立，联军指挥官卡佩罗指控热那亚籍海军统帅多利亚实施选择性作战策略——通过规避高风险海域来保全西班牙-热那亚联合舰队，这使得威尼斯舰队承受了奥斯曼海军的大部分打击。这暴露了同盟体系的脆弱性，为奥斯曼分化打击提供了操作空间。
普雷韦扎战役的胜利，标志着奥斯曼得以成功运用桨帆船集群突破基督教海军的海上封锁线。1560年杰尔巴岛战役歼灭哈布斯堡-西西里联合舰队时，奥斯曼已构建起覆盖东地中海的三层防御体系：罗德岛-克里特岛构成前沿警戒链，爱奥尼亚群岛形成战术缓冲区，伊斯坦布尔造船中心则维持战舰的补充能力。
1540年《君士坦丁堡条约》的签订，标志着威尼斯承认奥斯曼的海上霸权。条约除规定威尼斯割让伯罗奔尼撒半岛最后据点（纳夫普利翁与莫奈姆瓦夏），政治层面上承认巴巴罗萨对爱琴海岛屿的征服成果。作为补偿，奥斯曼允许威尼斯保留在黎凡特贸易区的特许权，使后者得以保留塞浦路斯与克里特岛的有限治权。这种结构实质上是将威尼斯纳入奥斯曼主导的海洋秩序框架。奥斯曼通过控制科孚海峡与希俄斯海峡，实现对亚得里亚海商路几乎一半以上的关税征收权，1543-1544年法兰西-奥斯曼联合舰队对尼斯与第勒尼安海岸的袭击，证明其海上势力范围已延伸至西地中海腹地。最终在1571年勒班陀战役前形成包含200艘战舰的基督教联合舰队，标志着地中海海权竞争进入体系对抗阶段。《君士坦丁堡条约》缔造了威尼斯与奥斯曼帝国的非对称关系。尽管条约文本避免使用"附庸国"（vassal state）表述，但威尼斯实质上被纳入奥斯曼主导的海洋秩序框架，且军事行动需提前向帝国海军司令部报备。
奥斯曼帝国的扩张悖论在亚洲战场尤为明显。当巴巴罗萨的舰队在地中海大败基督教联军时，苏莱曼一世发动的印度洋远征却遭遇了失败：1538年第二次第乌战役中，奥斯曼-古吉拉特联军虽投入大量军队，但葡萄牙要塞的棱堡防御体系使其炮弹有效攻击效率极其低下。更致命的是，帝国陆海军战略难以协同——红海舰队年均预算远低于地中海舰队，最终导致远征军补给线崩溃。